# Никола Мачкић
Никола Мачкић (Општина Кључ, 21. август 1905 — Крагујевац, 21. октобар 1941) био је гимназијски професор и библиотекар Српског просвејтног и културног друштва „Просвјета“. Један је од оснивача библиотеке „Филип Вишњић“, уз Јоакима Перендију, Михајла Богдановића и Војисалва Кецмановића. Рођен је општини Кључ 1905. године, а умро је 1941. године у Крагујевцу као жртва њемачке казнене експедиције.

## Биографија
Рођен у свештеничкој породици. Богословију завршио 1926. у Сарајеву и уписао Богословски Факултет у Београду. Послије завршених студија девет година радио као катихета у гиманазији у Бијељини. Из Бијељине је премјештен у Тузлу, отуда је 1940. године прешао у Сарајево и преузео дужност библиотекара Српског просвјетног и ултурног друштва „Просвјета“. На овај посао дошао је већ као истакнути и афирмисани културно-просвјетни радник и човјек велике културе.
Рат 1941. затекао га је у Сарајеву, откуд је испред новоуспостављене квислиншке усташке власти НДХ и њеног антисрпства био приморан побјећи у Србију 1941. године. У Србији је добио мјесто професора гиманазије у Крагујевцу септембра исте године.
Када је у октобру дошла у Крагујевац њемачка казнена експедиција и извршила познати покољ Срба, нису били поштеђени ни ђаци виших разреда гиманазије. Упали су 20. октобра у V разред, коме је Мачкић био разредни старјешина, повели ђаке, а њему су рекли да може да остане. Као и директор гиманазије и још неки професори ни Мачкић није хтио да се одвоји од својих ученика. Заједно са ђацима стрељан је 21. октобра 1941. године испод Шумарица код Крагујевца у најмасовнијем покољу Срба.